# Ferdinand Fellner

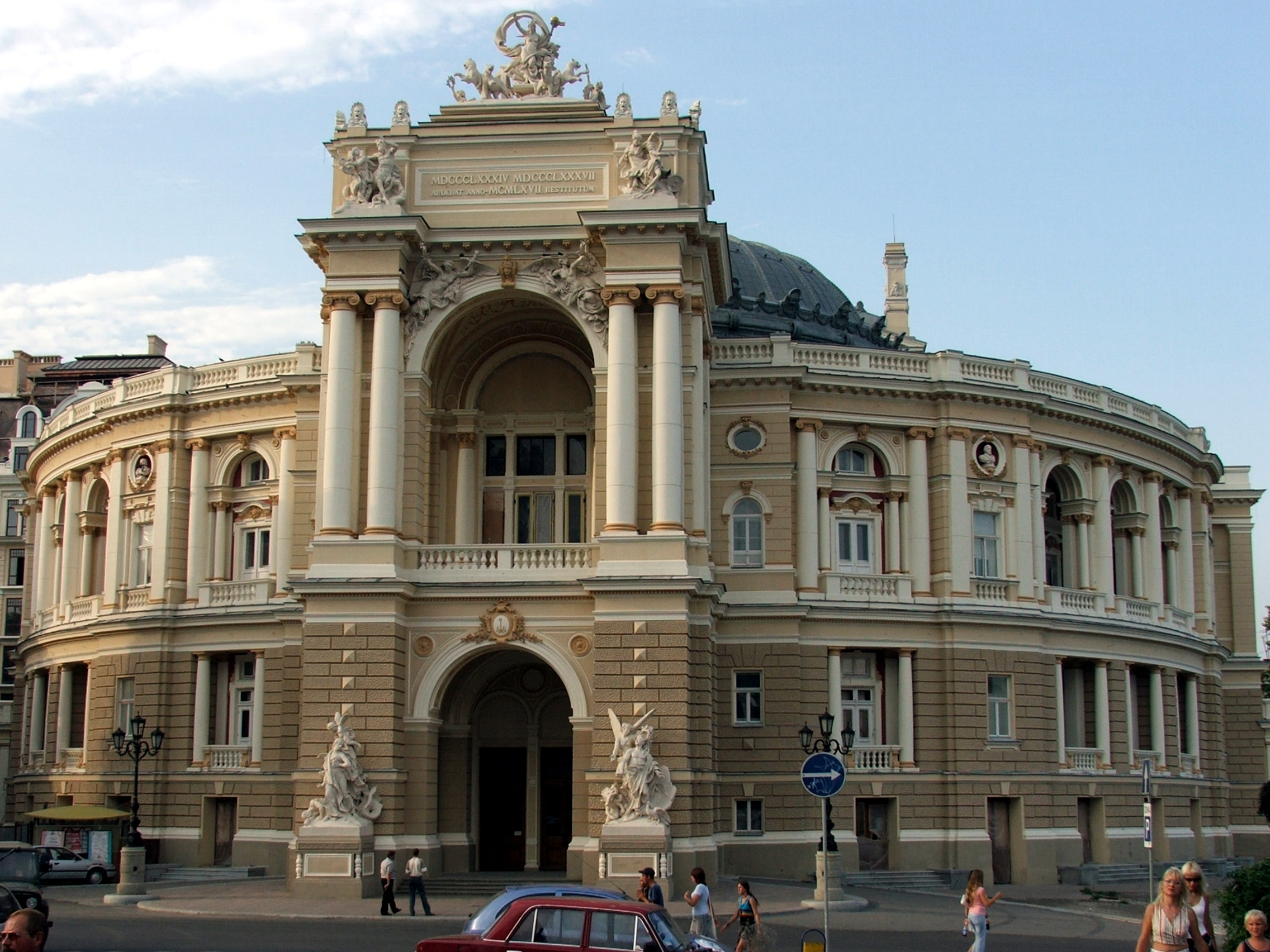
Teater i Odessa

Ferdinand Fellner, född 19 april 1847 i Wien, död där 22 mars 1916, var en österrikisk arkitekt.
Fellner var huvudsakligen teaterbyggare och har, till en början på egen hand och sedan i samarbete med Hermann Helmer (se Fellner & Helmer-byrån), uppfört en mängd teaterhus i bland annat Budapest, Augsburg, Bremen, Odessa, Rijeka, Zagreb, Prag, Wien, Berlin, Wiesbaden och Hamburg. Han har även gjort ritningar till palats i Wien, Budapest och Kaiserbad i Karlsbad. Som teaterspecialist var Fellner, när det nya operahuset i Stockholm skulle byggas, ditkallad för att yttra sig om de år 1887 inlämnade tävlingsritningarna.